# Simulium fanjingshanense
Simulium fanjingshanense es una especie de insecto del género Simulium, familia Simuliidae, orden Diptera.
Fue descrita científicamente por Chen, Zhang & Wen, 2000.